# DVCAM
DVCAM（ディーブイカム）は、DV規格をベースにソニーが開発した業務用ビデオフォーマット。

## 概要
DVに比べトラック幅を10μmから15μmへ拡げてトラックリニアリティに対する安定性を向上させた。テープはメタル磁性体を真空蒸着させたもの（ME）で、カセットサイズはSTDとminiの2種類があり、STDは最長184分、miniは最長42分記録できる。525/60圏では4:1:1コンポーネント映像信号、625/50圏では4:2:0コンポーネント映像信号を記録する。フレーム内圧縮方式で、4：1：1方式のベースバンド信号（125Mbps）を25Mbpsに圧縮して記録し、DVCPRO25（525/60 625/50共に4:1:1コンポーネント記録）と同等の画質である。 
主にCS番組やVP制作、企業内ビデオの制作に使用されている。 
家庭用DVフォーマットと互換性があり、DVCAM機器ではDV記録されたテープの再生が可能。また非公式ながら、ソニー製のDV機器では、DVCAM記録されたテープの再生を行えるが、非ソニー製DV機器でDVCAMテープの再生を行うと、画流れを起こす機種が多い。VTRは全モデルにD2-VTRで実績のあるサファイヤ製ブレードを採用するなど、家庭用DV機器と比較してドロップアウト対策に力を入れている。記録メディアのDVCAMテープは、材質やサイズ、識別口に至るまで、品質以外はDVテープと同じであり、DVテープを使用してDVCAM記録することも可能というメリットがある。しかしながらテープに蒸着（ME）型を採用しているため、磁性面の剥離が置きやすく、塗布（MP）型を採用しているDVCPROや他の業務用VTRと比較すると、ドロップアウトが起きやすいと指摘されている。この点につき、スタジオVTRのDSR-2000ではヘッドを2倍装着してDMC再生を可能にしており、その利点を活かすことで、通常のDVCAM機器ではリニアリティの悪化によりドロップアウトが発生するテープでも、高い確率で再生することができる。
2012年現在、HDTVが主流になってきたことに伴い、下記の機器はすべて販売が終了している。しかし、DVCAM方式の記録フォーマットはHDVおよびXDCAMに引き継がれている（ソニー製の業務用HDV機器はすべてDVCAMの記録・再生に対応している）。また、記録用ビデオテープについては、2024年3月に販売終了となった。

## 機器ラインアップ

### 一体型カメラ（ハンドヘルドタイプ）
| 型番      | 概要                                                 | 発売年月   | 価格（税抜） |
| --------- | ---------------------------------------------------- | ---------- | ------------ |
| DSR-PD1   | 1/3インチ 68万画素IT型CCD（家庭用DCR-PC7同等）       |            |              |
| DSR-PD100 | 1/4インチ 38万画素IT型CCD（家庭用DCR-TRV900同等）    | 1998年12月 | 36万         |
| DSR-PDX10 | 1/4.7インチ 107万画素IT型CCD（家庭用DCR-TRV950同等） | 2002年09月 | 35万         |
| DSR-PD150 | 1/3インチ 38万画素IT型CCD（家庭用DCR-VX2000同等）    | 2000年06月 | 45万         |
| DSR-PD170 | 1/3インチ 38万画素IT型CCD（家庭用DCR-VX2100同等）    |            | 45万         |

### 一体型カメラ（ショルダータイプ）
| 型番       | 概要                                                   | 発売年月   | 価格（税抜） |
| ---------- | ------------------------------------------------------ | ---------- | ------------ |
| DSR-130    | 2/3インチ 42万画素IT型CCD 2000LUX/F11（DXC-D30+DSR-1） |            |              |
| DSR-200A   | 1/3インチ 41万画素IT型CCD（家庭用DCR-VX9000同等）      | 1998年07月 | 65万         |
| DSR-250    | 1/3インチ 38万画素IT型CCD（DSR-PD150同等）             |            | 65万         |
| DSR-300    | 1/2インチ 42万画素IT型CCD 2000LUX/F11                  | 1998年05月 | 133万        |
| DSR-300A   | 1/2インチ 42万画素IT型CCD 2000LUX/F11                  |            |              |
| DSR-500WS  | 2/3インチ 52万画素IT型CCD 2000LUX/F11                  | 1999年05月 | 195万        |
| DSR-370    | 1/2インチ 42万画素IT型CCD 2000LUX/F11                  |            |              |
| DSR-390L   | 1/2インチ 42万画素IT型CCD 2000LUX/F13                  |            | 113.5万      |
| DSR-570WSL | 2/3インチ 52万画素IT型CCD 2000LUX/F11                  |            | 195万        |
| DSR-400L   | 2/3インチ 100万画素IT型CCD 2000LUX/F11                 |            | 130万        |
| DSR-450L   | 2/3インチ 100万画素IT型CCD 2000LUX/F11                 |            | 168万        |

池上通信機製
| 型番    | 概要                                  | 発売年月   | 価格（税抜） |
| ------- | ------------------------------------- | ---------- | ------------ |
| HL-DV5  | 2/3インチ 41万画素IT型CCD 2000LUX/F11 | 2000年07月 | 165万        |
| HL-DV7W | 2/3インチ 52万画素IT型CCD 2000LUX/F11 | 2000年07月 | 185万        |

### ドッカブルデッキ
| 型番  | 概要                                                        | 発売年月   | 価格（税抜） |
| ----- | ----------------------------------------------------------- | ---------- | ------------ |
| DSR-1 | Pro76pinデジタル/Pro50pinアナログ ラージ/スモールテープ対応 | 1996年09月 | 80万         |

### ポータブルデッキ
| 型番    | 概要                                     | 発売年月   | 価格（税抜） |
| ------- | ---------------------------------------- | ---------- | ------------ |
| DSR-V10 | 5.5型液晶搭載                            | 1998年07月 | 30万         |
| DSR-50  | 2.5型液晶搭載                            | 2000年09月 | 65万         |
| DSR-70  | 編集対応ポータブルレコーダー（販売終了） | 1998年10月 | 130万        |

### スタジオVTR
| 型番      | 概要                                | 発売年月   | 価格（税抜） |
| --------- | ----------------------------------- | ---------- | ------------ |
| DSR-2000  | DMC付き編集対応レコーダー           | 1999年10月 | 180万        |
| DSR-2000A | DMC付き編集対応レコーダー           | 2005年04月 | 185万        |
| DSR-1800  | 編集対応レコーダー                  | 2000年09月 | 125万        |
| DSR-1600  | 編集対応プレーヤー                  | 2000年09月 | 78万         |
| DSR-1500A | 編集対応ハーフラックレコーダー      | 2005年10月 | 78万         |
| DSR-85    | 4倍速転送機能付き編集対応レコーダー | 1996年xx月 | 180万        |
| DSR-80    | 編集対応レコーダー（販売終了）      | 1996年xx月 | 130万        |
| DSR-60    | 編集対応プレーヤー（販売終了）      | 1996年xx月 | 70万         |

### 簡易型（端末用・エントリークラス）VTR
| 型番    | 概要                         | 発売年月   | 価格（税抜） |
| ------- | ---------------------------- | ---------- | ------------ |
| DSR-45A | 2.5吋液晶付きハーフラックVTR | xxxx年xx月 | 50万         |
| DSR-45  | 2吋液晶付きハーフラックVTR   | xxxx年xx月 | 50万         |
| DSR-25  | 2吋液晶付きハーフラックVTR   | xxxx年xx月 | 35万         |
| DSR-40  | ハーフラックVTR（販売終了）  | xxxx年xx月 | xx万         |
| DSR-20  | ハーフラックVTR（販売終了）  | xxxx年xx月 | xx万         |
| DSR-30  | 民生機ベースVTR（販売終了）  | 1996年12月 | 48万         |
| DSR-11  | コンパクトVTR（販売終了）    | xxxx年xx月 | 25万         |